# Марселин (Мисури)
Марселин (енгл. Marceline) град је у америчкој савезној држави Мисури.

## Демографија
По попису из 2010. године број становника је 2.233, што је 325 (-12,7%) становника мање него 2000. године.
| Група             | 2000.         | 2010.         |
| Белци             | 2.500 (97,7%) | 2.168 (97,1%) |
| Афроамериканци    | 3 (0,1%)      | 6 (0,3%)      |
| Азијати           | 5 (0,2%)      | 3 (0,1%)      |
| Хиспаноамериканци | 21 (0,8%)     | 31 (1,4%)     |
| Укупно            | 2.558         | 2.233         |